# Zlateče, Vojnik
Zlateče este o localitate din comuna Vojnik, Slovenia, cu o populație de 106 locuitori.